# Sardina rancia

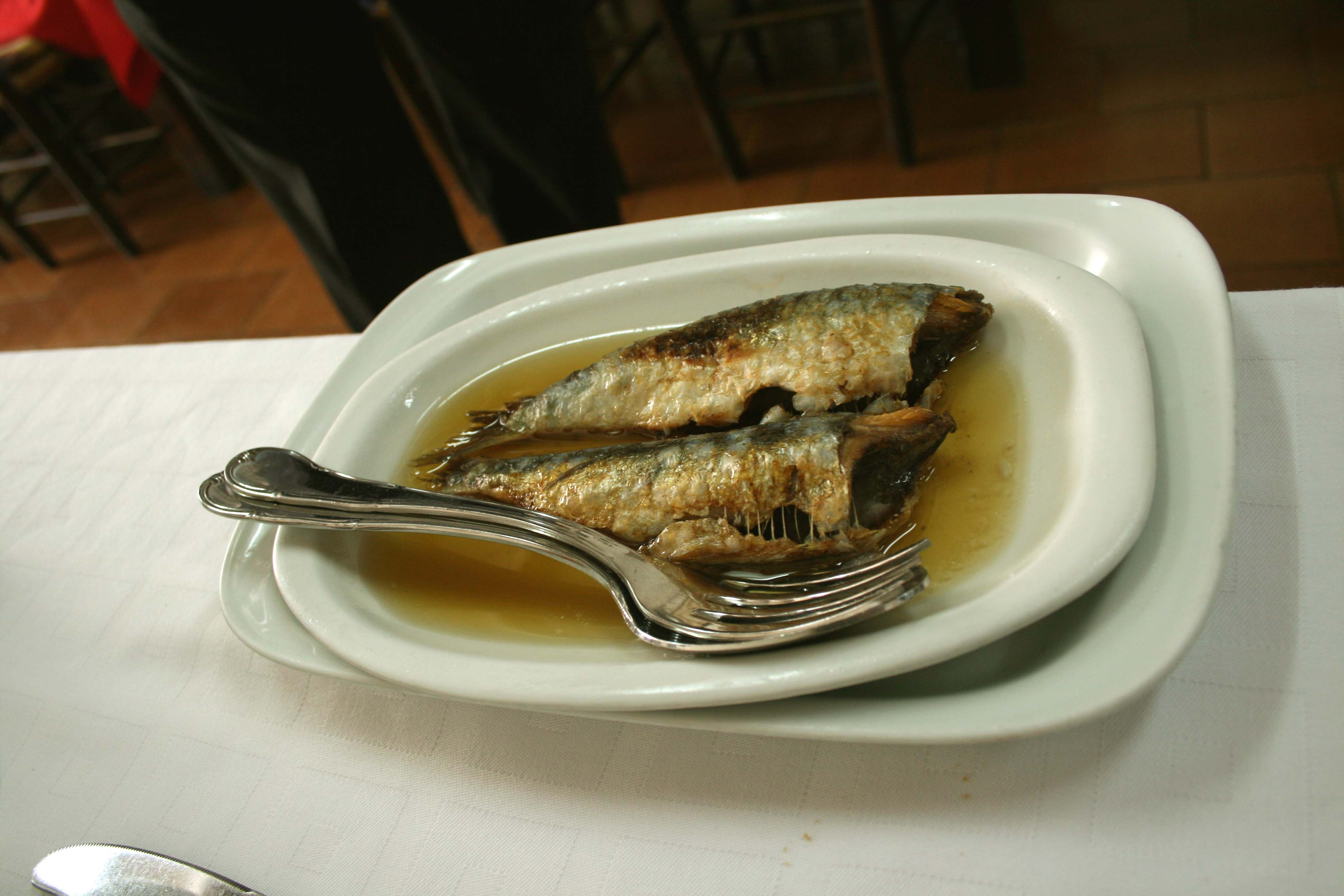
Un par de sardinas rancias.

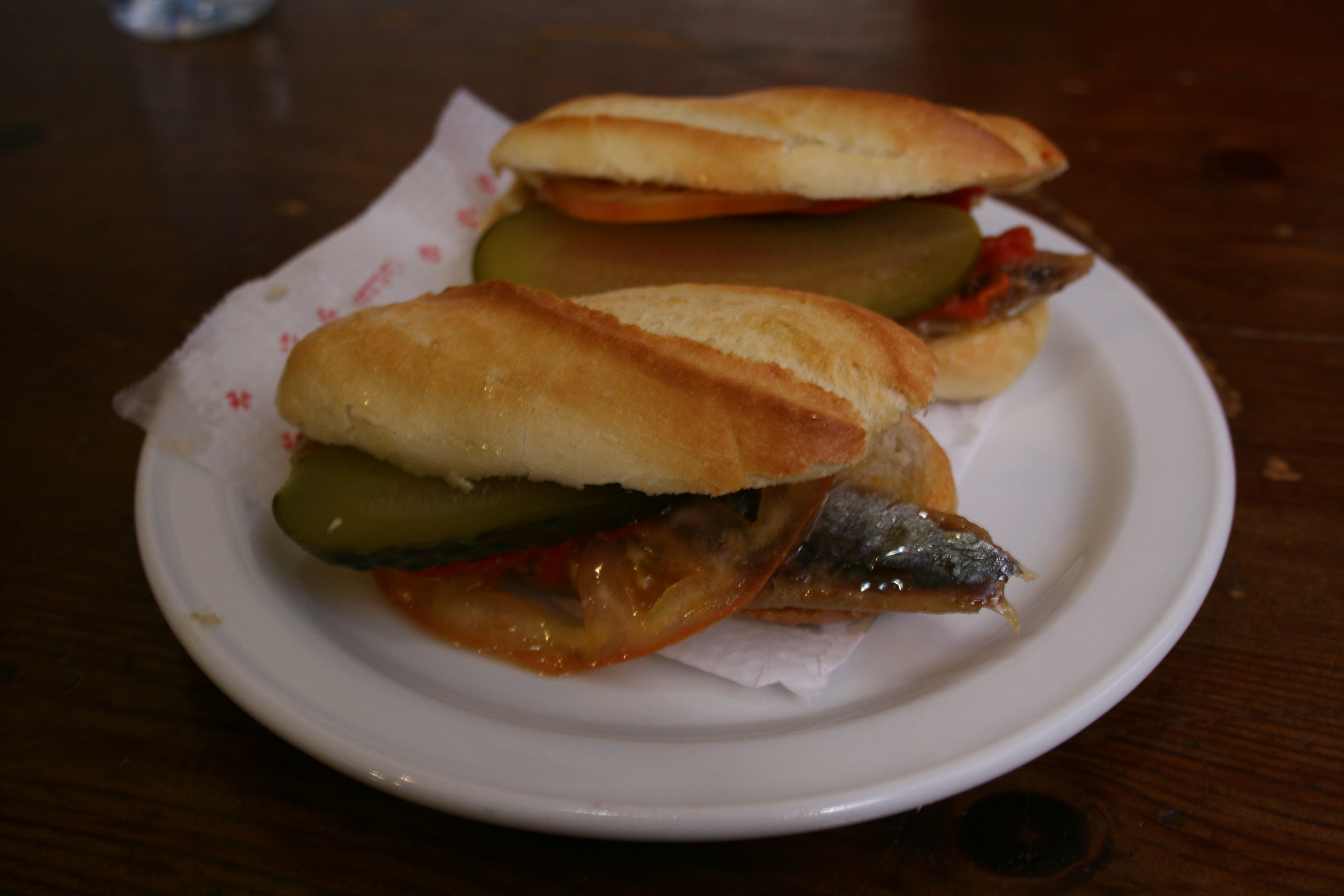
Bocadillos de sardina y rodajas de pepinillos.

La sardina rancia (a veces denominadas sardina de cubo) se denomina a una sardina (Sardina pilchardus) que se ha madurado en salazón. Se trata de una preparación de sardina muy típica de la cocina aragonesa. Por regla general este tipo de sardina se suele "pelar" es decir necesita despojarse de su piel (y en algunos casos de su interior). En la Región de Murcia se conoce también como sardina de bota y es usada en la cocina tradicional de dicha región.

## Características

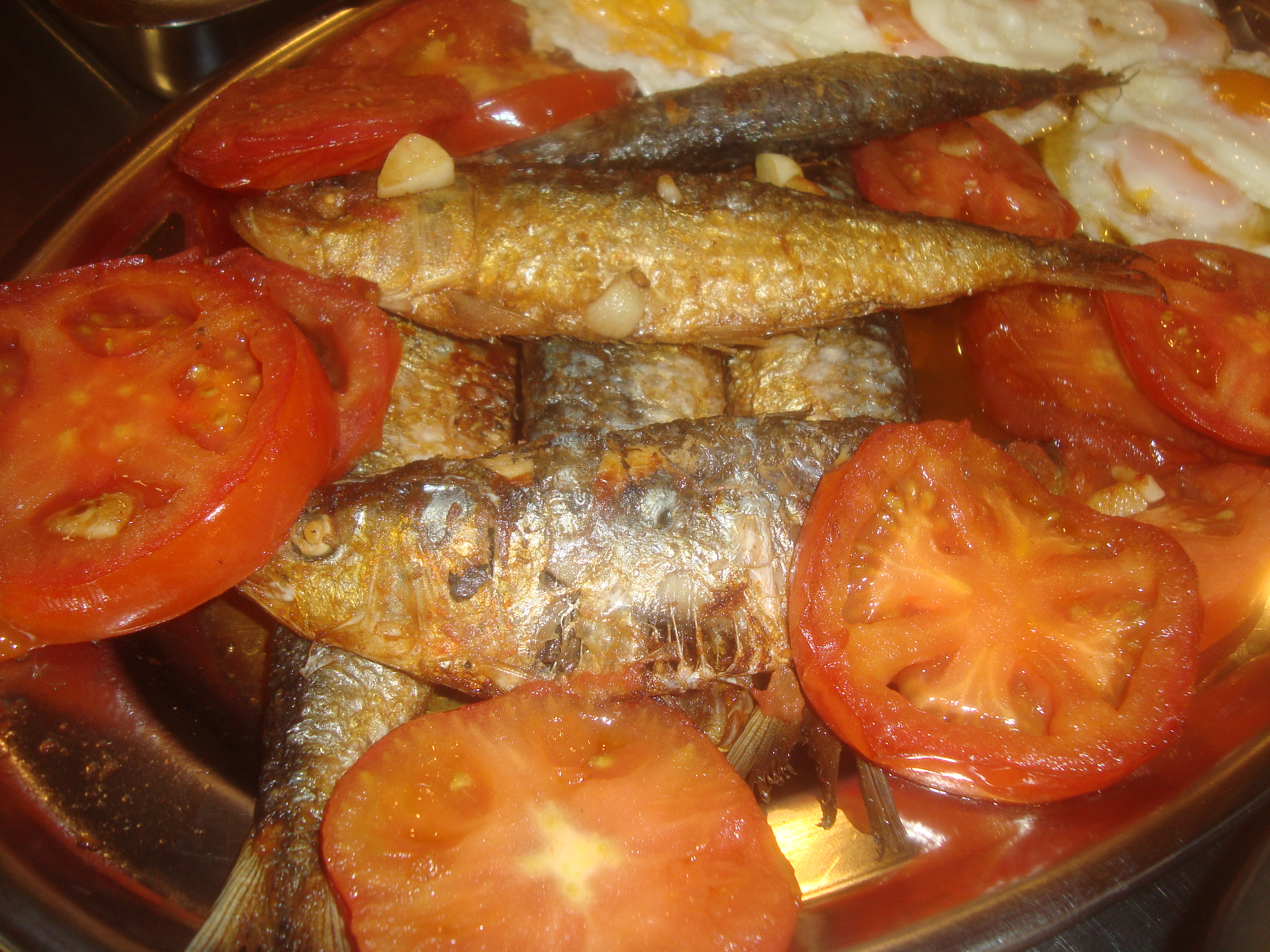
Sardinas de bota fritas.

Las sardinas se denominan así por haber enranciado durante su almacenamiento en toneles de madera. Las sardinas se disponen en los toneles entre capas de sal gorda. Las sardinas poseen debido a su enranciamiento de una ligera tonalidad amarillenta. 
La sardina rancia es un ingrediente que participa en platos populares aragoneses como son las 'judías con sardina rancia', ensalada de tomate con sardina rancia, la torta de sardina rancia, los bocadillos de sardinas rancias, los montaditos de sardina rancia. En algunas ocasiones se prepara como un simple aperitivo o tapa que se acompaña con un vaso de vino. Se suelen vender en las tiendas de ultramarinos, dispuestas en sus toneles, aunque en la actualidad es posible disponer de ellas envasadas en plástico al vacío. La sardina dispuesta , suele participar de numerosas simples recetas. Son conocidas también como “Guardia Civiles” por recordar el color de los correajes de gala amarillos de la Benemérita. 

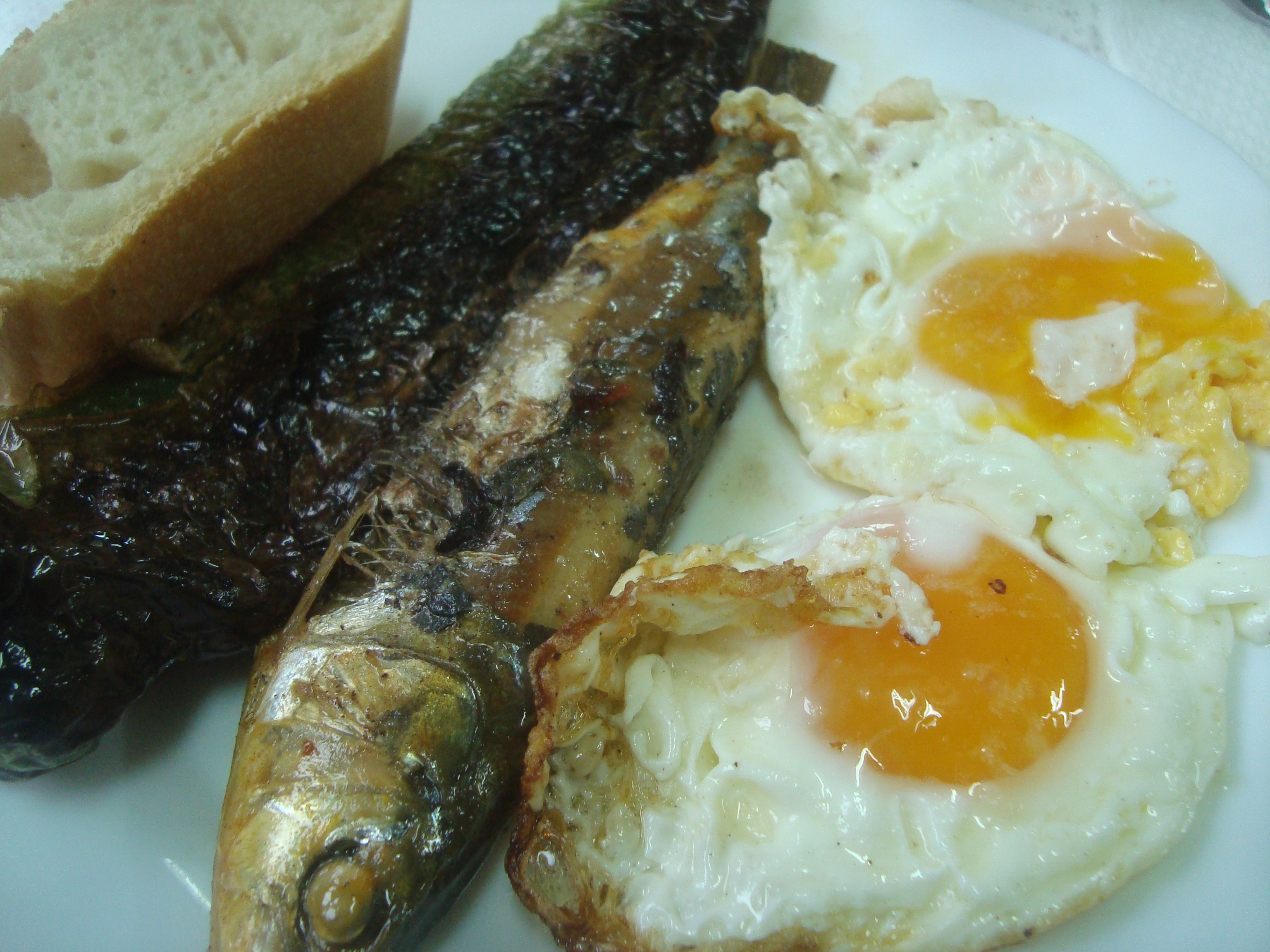
Sardina de cubo frita.